# Chronologie de la mécanique classique

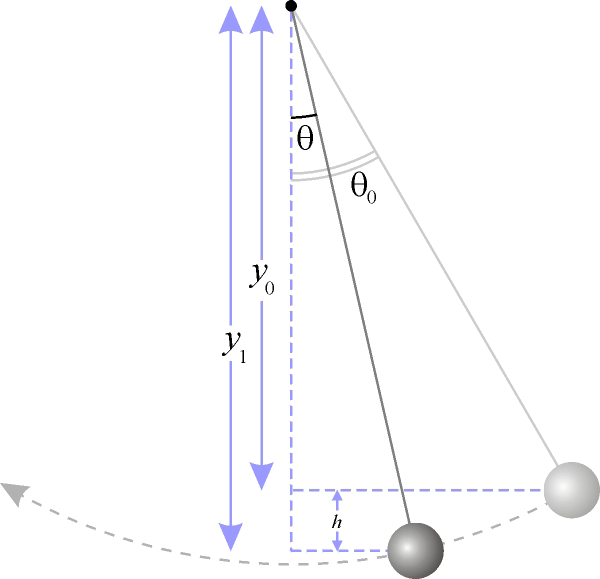
Le pendule.

Cet article dresse une chronologie de la mécanique classique.

## Précurseurs
- IVe siècle av. J.-C. - Aristote conçoit le système de la physique aristotélicienne
- 260 av J.-C. - Archimède démontre mathématiquement le principe du levier et découvre le principe de la flottabilité
- 60 apr. J.-C. - Héron d'Alexandrie écrit Metrica, Mechanics, et Pneumatics.
- 1000-1030 - Abū Rayhān al-Bīrūnī introduit la méthode scientifique expérimentale en statique et en dynamique, et les unifie dans la science de la mécanique ; il combine également les domaines de l'hydrostatique avec la dynamique pour créer le domaine de l'hydrodynamique, qu'il contribua à mathématiser[1]; il réalise également que l'accélération est reliée au mouvement non uniforme[2]
- 1000-1030 - Alhazen[3],[4] et Avicenne[5],[6] développent les concepts d'inertie et de quantité de mouvement
- 1100-1138 - Avempace introduit le concept de force de réaction[7]
- 1100-1165 - Hibat Allah Abu'l-Barakat al-Baghdaadi (en) découvre que la force est proportionnelle à l'accélération plutôt qu'à la vitesse, loi fondamentale en mécanique classique[8].
- 1121 - Al-Khazini publie The Book of the Balance of Wisdom, dans lequel il développe les concepts d'énergie potentielle gravitationnelle et de gravité à distance[9].
- 1340-1358 - Jean Buridan développe la théorie de l'impetus.
- 1490 - Léonard de Vinci décrit la capillarité.
- 1500-1528 - Al-Birjandi (en) introduit une théorie de l'inertie circulaire pour expliquer la rotation de la Terre[10].

## Développement
- 1581 - Galilée remarque la propriété d'isochronisme du pendule.
- 1589 - Galilée emploie des billes roulant sur des plans inclinés pour montrer que des poids différents tombent avec la même accélération.
- 1638 - Galilée publie le Discours sur deux sciences nouvelles.
- 1644 - Descartes introduit la loi de la conservation de la quantité de mouvement.
- 1658 - Christian Huygens découvre expérimentalement que des billes placées n'importe où à l'intérieur d'une cycloïde inversée atteignent le point le plus bas de cette cycloïde en même temps et donc montre que la cycloïde est la courbe isochrone.
- 1686[11]-1699 - Leibniz développe les concept de Force vive et d'Action (physique), ainsi que les premiers énoncés du principe de conservation de l'énergie.
- 1687 - Isaac Newton publie ses Principes mathématiques, qui formulent ses lois du mouvement et de la gravitation universelle.
- 1690 - Jacques Bernoulli démontre que la cycloïde est la solution du problème isochrone.
- 1691 - Jean Bernoulli montre qu'une chaîne librement suspendue entre deux points formera une chaînette.
- 1691 - Jacques Bernoulli démontre que la courbe chaînette possède le centre de gravité le plus bas qu'une chaîne pendue entre deux points peut avoir.
- 1696 - Jean Bernoulli démontre que la cycloïde est la solution du problème brachistochrone.
- 1700 - Varignon applique le calcul différentiel pour définir les vitesse et accélération en chaque instant, ce qui permet de généraliser les propositions de Newton et préfigure le théorème de D'Alembert[12].
- 1714 - Brook Taylor calcule la fréquence fondamentale d'une corde vibrante tendue en fonction de sa tension et de sa masse par unité de longueur en résolvant une équation différentielle ordinaire.
- 1729 - Gravesande vérifie expérimentalement que l'empreinte de billes de cuivre tombées dans de l'argile est proportionnelle à la force vive et non à la quantité de mouvement[13].
- 1733 - Daniel Bernoulli calcule la fréquence fondamentale et les harmoniques d'une chaîne pendante en résolvant une équation différentielle ordinaire.
- 1734 - Daniel Bernoulli résout une équation différentielle ordinaire pour les vibrations d'une barre élastique encastrée à une extrémité.
- 1738 - Daniel Bernoulli calcule le débit d'un fluide en hydrodynamique (théorème de Bernoulli), et avec la notion de fatigue, introduit le passage du concept de force vive à celui de travail mécanique[14].
- 1739 - Leonhard Euler résout l'équation différentielle ordinaire d'un oscillateur harmonique forcé et note le phénomène de résonance.
- 1742 - Colin Maclaurin découvre son sphéroïde auto-gravitant en rotation uniforme.
- 1747 - Pierre Louis Moreau de Maupertuis applique le principe de moindre action à la mécanique.
- 1759 - Leonhard Euler résout l'équation aux dérivées partielles de la vibration d'un tambour rectangulaire.
- 1764 - Leonhard Euler étudie l'équation aux dérivées partielles de la vibration d'un tambour circulaire et trouve une des solutions (fonction de Bessel).
- 1776 - John Smeaton publie dans un article des expériences reliant la puissance, le travail, la quantité de mouvement et l'énergie cinétique, et soutient la théorie de la conservation de l'énergie.
- 1788 - Joseph-Louis Lagrange présente les équations du mouvement de Lagrange dans son ouvrage Mécanique Analytique.
- 1789 - Antoine Lavoisier établit la loi de conservation de la masse.
- 1813 - Peter Ewart soutient l'idée de la conservation de l'énergie dans son article On the measure of moving force.
- 1821 - William Hamilton commence l'analyse de la fonction caractéristique d'Hamilton.
- 1834 - Charles Jacobi découvre ses ellipsoïdes auto-gravitants en rotation uniforme.
- 1834 - John Russell observe une vague solitaire persistante (soliton) dans le canal de l'Union près d'Édimbourg et utilise un bassin rempli d'eau pour étudier la dépendance de la vitesse de l'onde solitaire à l'amplitude de l'onde et à la profondeur d'eau.
- 1835 - William Hamilton établit les équations canoniques du mouvement d'Hamilton.
- 1835 - Gaspard Coriolis examine théoriquement le rendement mécanique des moulins à eau, et découvre la force de Coriolis.
- 1841 - Julius Robert von Mayer, scientifique amateur, écrit un papier sur la conservation de l'énergie mais son manque de formation scientifique conduit au rejet de son article.
- 1842 - Christian Doppler découvre l'effet Doppler.
- 1847 - Hermann von Helmholtz établit formellement la loi de la conservation de l'énergie.
- 1851 - Léon Foucault prouve la rotation de la Terre avec un pendule gigantesque (pendule de Foucault).
- 1902 - James Jeans calcule la longueur caractéristique nécessaire pour que des perturbations gravitationnelles croissent dans un milieu statique quasi homogène.